# Bierkönig

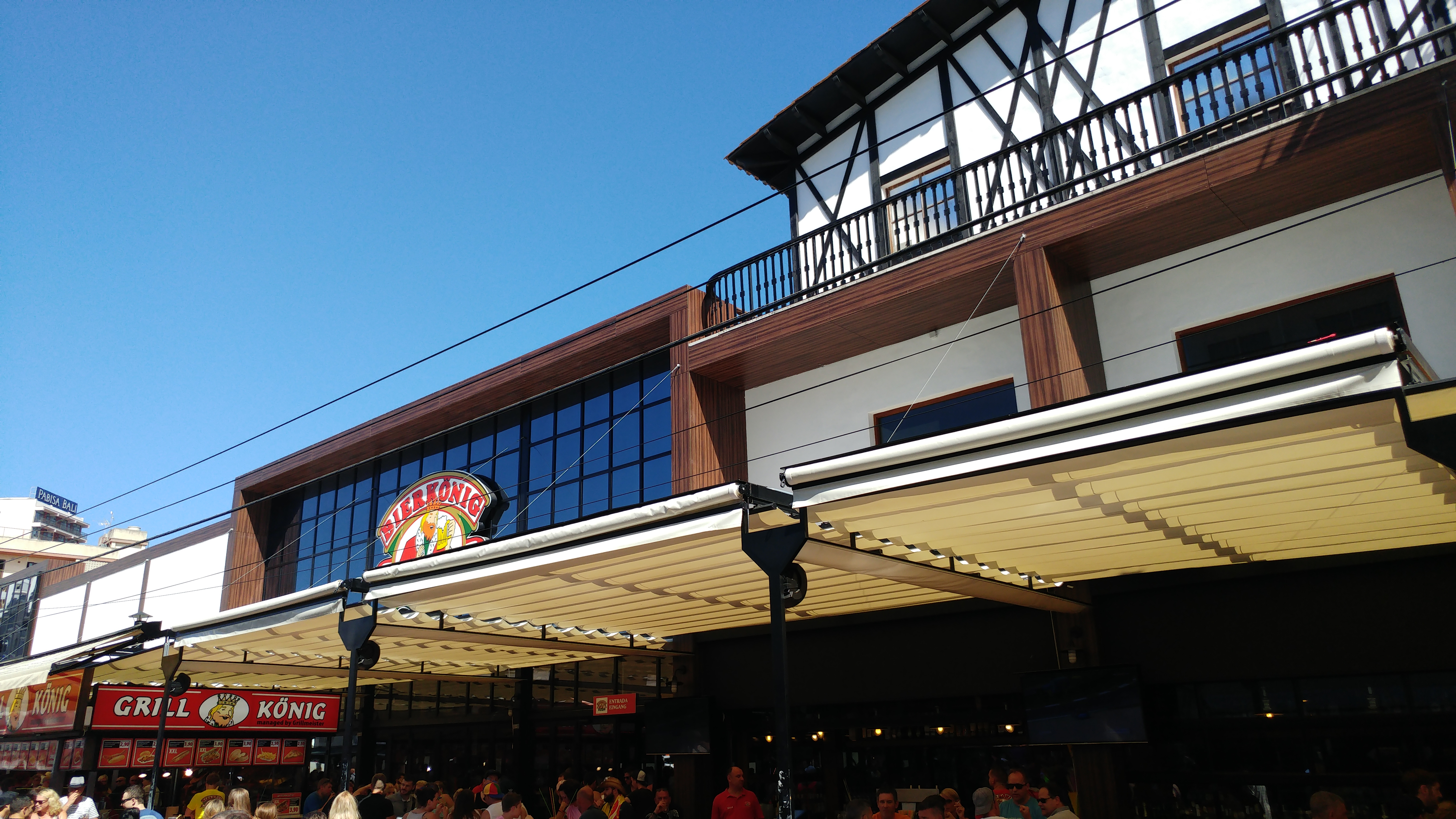
Außenansicht des Bierkönigs nach dem Umbau im Frühjahr 2017

Der Bierkönig ist ein Biergarten und eine Freiluft-Großraum-Diskothek für Partyschlager an der Platja de Palma auf Mallorca. Der Bierkönig befindet sich in der sogenannten „Schinkenstraße“ (tatsächlicher Name: Carrer del Pare Bartomeu Salvà) etwa 200 m nordöstlich der Strandbar Balneario 6 oder Ballermann 6.

## Geschichte
Die Lokalität wurde 1988 eröffnet und 1990 von Manfred Meisel übernommen und umgebaut. Meisel wurde 1997 in seiner Finca Barracas in S’Aranjassa getötet. In der folgenden Saison übernahm Bierlieferant Juan Gea das Lokal, anschließend Miguel Pascual und sein Bruder Toni, die zuvor unter anderem die Diskothek Oberbayern zum Erfolg geführt hatten.
2002 fand ein Umbau statt; Grund waren die Gesetze, auf deren Einhaltung im Laufe der Zeit immer strenger geachtet wurde. Es ist zum Beispiel verboten, ab Mitternacht Menschen auf Freiterrassen zu beschallen. Da der Bierkönig bis zum Ende der Saison 2001 eine reine Freiluft-Diskothek war, wurde ein zweistöckiger Innenbereich angebaut. Durch diese Maßnahme darf der Bierkönig die Musik auch noch nach Mitternacht laufen lassen, allerdings nur im neuen Innenbereich.
2012 wurde ein Teil des neuen Bereichs mit Glas eingefasst und eine neue große Showbühne aufgebaut. Im Frühjahr 2013 wurde dort eine große Videoleinwand installiert, auf der überwiegend Fußballspiele gezeigt werden. Während eines Künstlerauftritts ist auf dem Bildschirm eine Liveübertragung der Gesangsdarbietung zu sehen.

## Bekannte Künstler

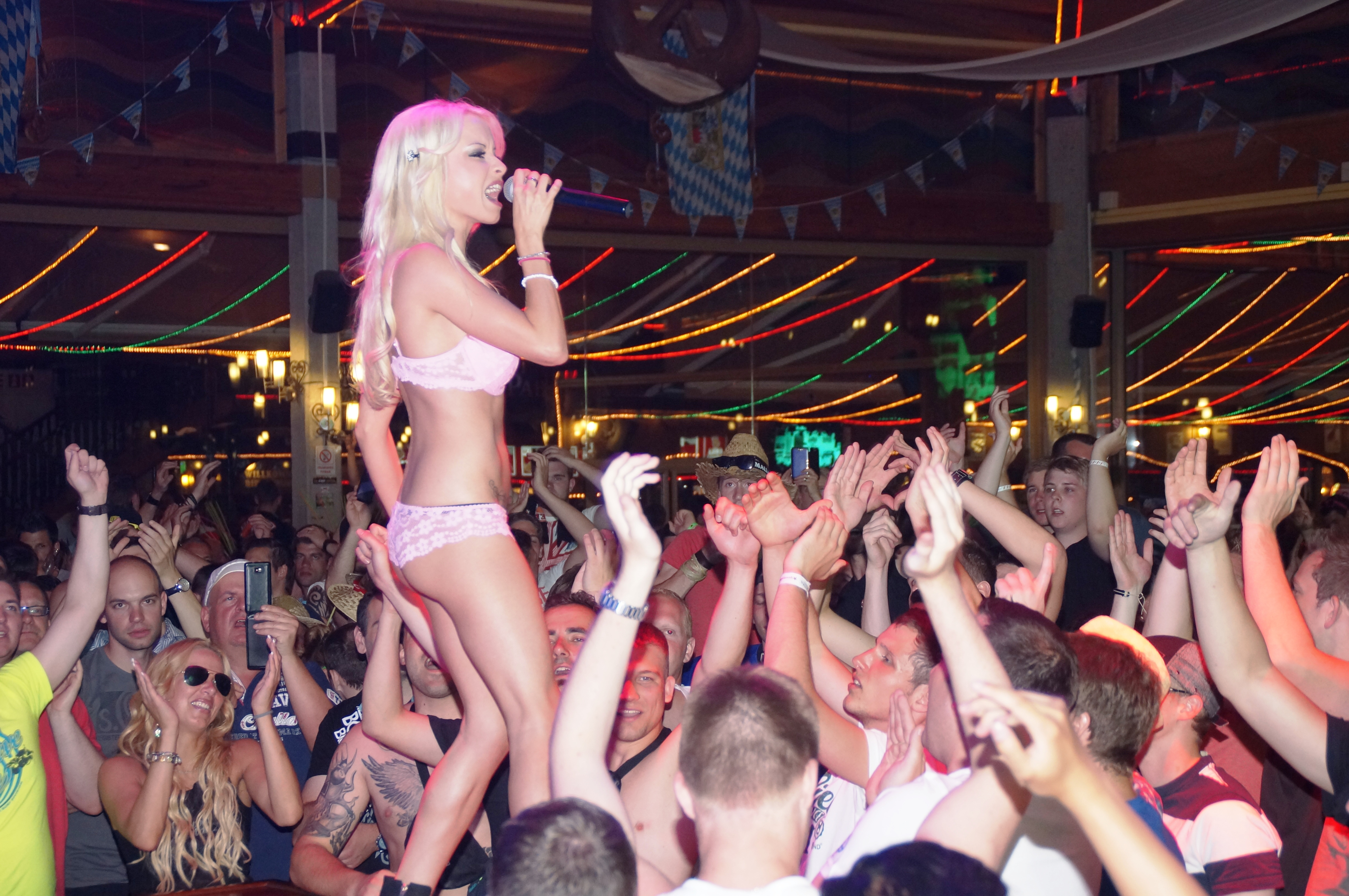
Mia Julia bei einem Auftritt im Bierkönig (2013)

Im Bierkönig traten bisher (2017) unter anderem folgende Partyschlagersänger und Prominente auf: Rick Arena, Kreisligalegende, Krümel, Peter Wackel, Matthias Reim, Mia Julia Brückner, Anna-Maria Zimmermann, Kim Gloss, Ikke Hüftgold, Jürgen Milski, Melanie Müller, Oli P., Schäfer Heinrich, Tim Toupet, Antonia aus Tirol, Axel Fischer, Tobee, Jochen Bendel, Jazmin, Biggi Bardot und Helmut aus Mallorca.